# آخرین غروب آفتاب
آخرین غروب آفتاب (انگلیسی: The Last Sunset) یک فیلم در سبک وسترن به کارگردانی رابرت آلدریچ است که در سال ۱۹۶۱ منتشر شد.

## بازیگران
- کرک داگلاس
- دوروتی مالون
- جوزف کاتن
- کرول لینلی
- نویل برند
- جک ایلام
- رجیس تومی
- آدام ویلیامز
- راک هادسن